# Simona Senoner
Simona Senoner (Bolzano, 13 de junho de 1993 – Freiburg im Breisgau, 7 de janeiro de 2011) foi uma atleta de cross-country e de salto de esqui italiana. e falecido aos 17 anos de idade.